# Ultra Violet
Ultra Violet, občanským jménem Isabelle Collin Dufresne (6. září 1935 – 14. června 2014) byla francouzsko-americká umělkyně a spisovatelka, jedna z múz amerického výtvarníka Andyho Warhola.

## Život
Vyrůstala v rodině silně věřících katolíků. Protože byla problémovým dítětem, matka ji již v brzkém věku poslala do katolické školy, kde dělala vše proto, aby se mohla vrátit domů. Doma se jí však přízně a lásky nedostávalo, proto se přestěhovala do New Yorku, od kterého očekávala víc. Díky velkému zájmu o umění si našla práci, ve které měla přístup do newyorských galerií a muzeí. Lidé i tisk zaujala svým neobyčejným zjevem. Brzy se seznámila s mnoha slavnými lidmi všech společenských vrstev – od Johna Lennona a Yoko Ono až po americké kosmonauty či Richarda Nixona. Zanedlouho na jedné z vernisáží také se Salvadorem Dalím. Stala se jeho inspirací v uměleckém směru a také jeho milenkou.

### Vztah s Andy Warholem
Udržovala stálý kontakt s tehdy začínajícím umělcem Andy Warholem. Ve Warholově továrně se stýkala s hvězdami jako Bob Dylan, John Graham, John Chamberlain. Brzy začala hrát ve Warholových undergroundových filmech, díky kterým si zanedlouho zahrála ve filmech Simon, King of the Witches a An Unmarried Woman. Dala si umělecké jméno Ultra Violet (ultra fialová), které nalezla v novinovém článku. Začala si navrhovat oděvy, šperky i paruky, vše ve fialové barvě.
V sedmdesátých letech publikovala svou autobiografii Slavná na 15 minut a brzy napsala knihu Má léta s Andy Warholem. Koncem devadesátých let se vrátila do Francie, kde si otevřela studio v Nice a psala knihy o svých názorech na umění. Na jaře 2007 pořádala retrospektivní přednášky v newyorské technologické instituci. Později se také vrátila ke katolictví a aktivně se účastnila charitativních akcí.